# Cordilheira Wasatch

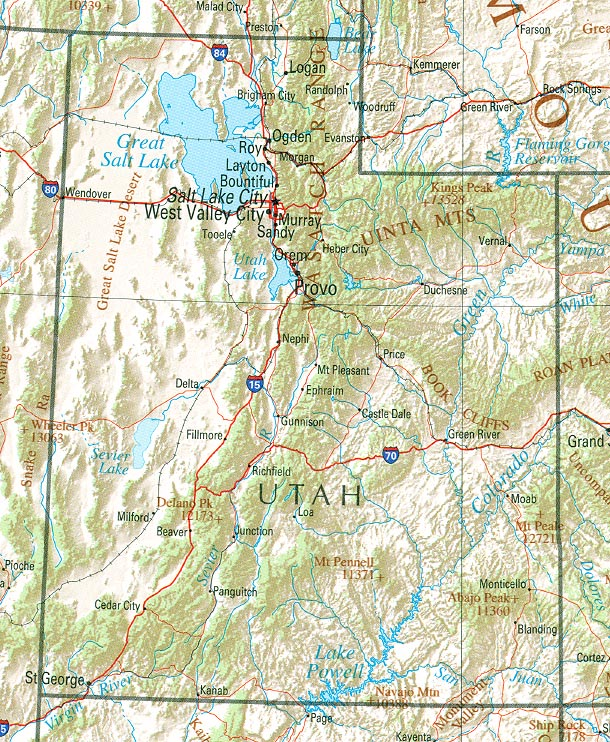
Mapa do estado do Utah onde se mostra a localização da cordilheira Wasatch (Wasatch Range) a norte.

A cordilheira Wasatch ou montes Wasatch (em inglês:  Wasatch Range) é uma cordilheira que se prolonga aproximadamente por 260 km entre a fronteira dos estados de Utah e Idaho para sul através do centro do Utah, na parte centro-ocidental dos Estados Unidos. É considerada geralmente como limite ocidental das grandes montanhas Rochosas, e o limite oriental este da região da Grande Bacia. A parte norte da cordilheira Wasatch, os montes Bear River, estendem-se pelo Idaho, constituindo toda a cordilheira Wasatch naquele estado.
Segundo a Enciclopédia da História do Utah, Wasatch no idioma da tribo ute significa «passo de montanha» ou «passo baixo sobre a grande cordilheira».

## História
Desde os primeiros tempos da colonização europeia do Utah, a maioria da população escolheu estabelecer-se ao longo da frente ocidental da cordilheira, com numerosas linhas de água vindas das montanhas. As montanhas eram uma fonte vital de água, madeira e granito para os primeiros povoadores. Hoje, 85% da população do Utah vive num raio de 24 km da cordilheira Wasatch. Esta concentração é normalmente conhecida como a área urbana Wasatch Front (Frente Wasatch) e tem cerca de 2.000.000 habitantes. Salt Lake City está situada entre os montes Wasatch e o Grande Lago Salgado.
Com 3636 m, o monte Nebo, um pico triplo que se eleva sobre Nephi, no final do sul da cordilheira, é o pico mais alto dos montes Wasatch. Em diversos lugares, as montanhas elevam-se a partir da base do vale (situada a 1320 m de altitude) por mais de 3500 m, produzindo escarpas pendentes. Este abrupto relevo local recorda alguns amantes do montanhismo
Como estes picos se elevam abaixo dos 3700 m, os cumes dos Wasatch não são especialmente altos comparadas com as Rochosas no Colorado, ou com os Montes Uinta, outra parte importante de as Montanhas Rochosas no Utah. A cordilheira é, porém, esculpida por glaciares, fazendo-a especialmente escarpada, percorrendo a paisagem do planalto de forma similar a outras cordilheiras do oeste de América do Norte.
Esta cadeia montanhosa tem forte precipitação de neve, que em alguns locais ultrapassa os 1300 cm/ano. Estas abundantes nevadas, com o seu derretimento, tornaram possível o êxito da localidade mórmon no local, e permitiram a próspera criação de aproximadamente 25 cidades ao longo de quase 160 km da vertente da montanha. Muitas estâncias de esqui nos Wasatch aproveitam estas nevadas, entre as quais Alta, Snowbird, Brighton, Solitude, Sundance e Snowbasin. Devido à baixa humidade relativa durante o inverno, juntamente com o efeito lago complementar do Grande Lago Salgado, a neve tem uma textura seca, em pó, que a maior parte do setor de recursos de esqui local gosta de denominar de forma pretensiosa como «a melhor neve na Terra!». Os Jogos Olímpicos de Salt Lake City 2002 fizeram bom uso desta neve de alta qualidade.
Alguns desfiladeiros densamente povoados de vegetação dos Wasatch na área do pico Lone, principalmente o Little Cottonwood, têm um bom número de afloramentos de granito de alta qualidade, que os convertem numa área popular de escalada, como o Pfeifferhorn. O desfiladeiro Big Cottonwood oferece uma escalada mais complicada em quartzito.
Os estreitos desfiladeiros, da cordilheira Wasatch, densamente povoados por vegetação, como o Big Cottonwood e o Little Cottonwood, são muito visitados; em 25 de setembro de 2005, 1200 automóveis entraram no Little Cottonwood no intervalo de uma hora. Os desfiladeiros situam-se num raio de 39 km a partir do centro de Salt Lake City e as estradas pavimentadas alcançam por vezes os 1500 m de altitude, acima dos 1200 m de altitude da cidade, em curta distância. Os caminhos de terra facilmente utilizáveis por veículos ligeiros de passageiros com largura média chegam até Park City, Heber e o desfiladeiro Big Cottonwood. Isto permite chegar a aproximadamente 3000 m de altitude, proporcionando impressionantes e desafogadas vistas da região.

## Geologia e história natural
O ponto mais alto do monte Nebo está localizado no limite sul da cordilheira. Aqui a província topográfica ou geológica Wasatch Rocky Mountain começa a estender-se na parte central da Grande Bacia no Utah e da meseta do Colorado, outras duas enormes províncias topográficas que cobrem o resto do estado de Utah e se estendem pelos estados contíguos. A meseta do Colorado chega ao canto noroeste, quando encontra o extremo meridional das Utah Rockies. Imediatamente a oeste de ambas, começa a província de Bacia e Cordilheira e estende-se a para oeste através do Utah e Nevada, até alcançar a região de Reno-lago Tahoe, onde a Grande Bacia termina e começa a Sierra Nevada.

## Recreio
Além dos recursos de esqui de classe mundial, a cordilheira Wasatch é sede também de uma multiplicidade de outras atividades al ar livre. Centenas de quilómetros de rotas de ciclismo de montanha e caminhadas atravessam desfiladeiros e vales alpinos dos Wasatch dando acesso às zonas montanhosas a muito pouca distância de uma grande área metropolitana.
Os aficionados a as atividades ao ar livre também podem fazer escalada em rocha de classe mundial e montanhismo em altas torres de granito e picos de quartzito, e em muitos dos desfiladeiros circundantes. O turismo de inverno inclui excelentes pistas de esqui sem remonte mecânico e de esqui de montanha.
Os ribeiros, riachos e lagos alpinos proporcionam a pesca, por vezes algo pouco sustentável. O Wasatch Mountain Club, programa de atividades regulares que permitem viver a experiência da cordilheira Wasatch. A Utah Native Plant Society dirige com regularidade passeios a partir da primavera até terminar a possibilidade de ver a Wasatch Front central e os desfiladeiros contíguos. Um lugar particularmente espetacular para as flores silvestres nos finais do verão é a Albion Basin no alto do desfiladeiro Little Cottonwood.

## Imagens

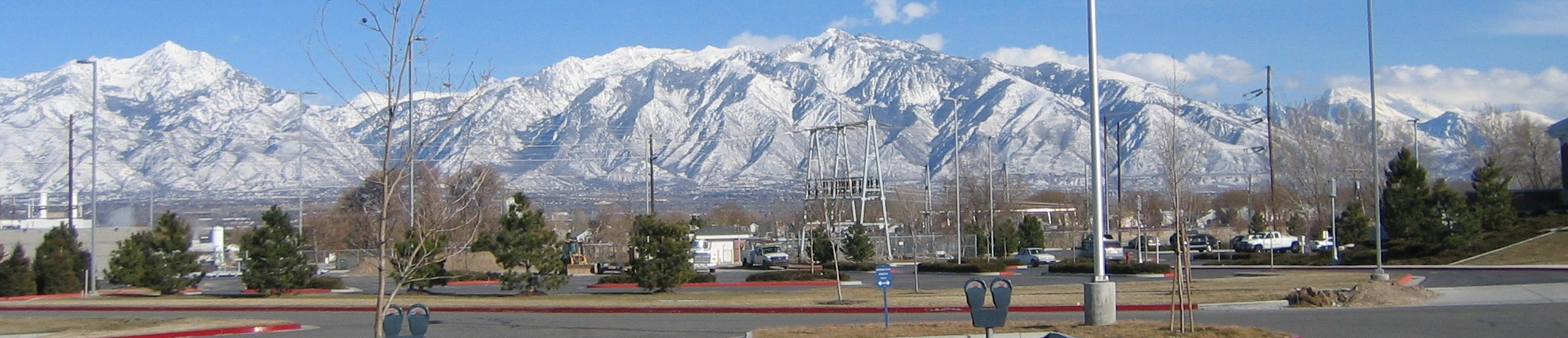
O Vale de Salt Lake, mostrando (esq. para dir.): Twin Peaks (3502 m), Lone Peak (3430 m), e Monte Timpanogos (3573 m), coberto de nuvens no canto superior direito. Os Twin Peaks têm uma subida de 2164 m a partir da base do vale. O fundo do vale que se mostra, está quase completamente urbanizado.

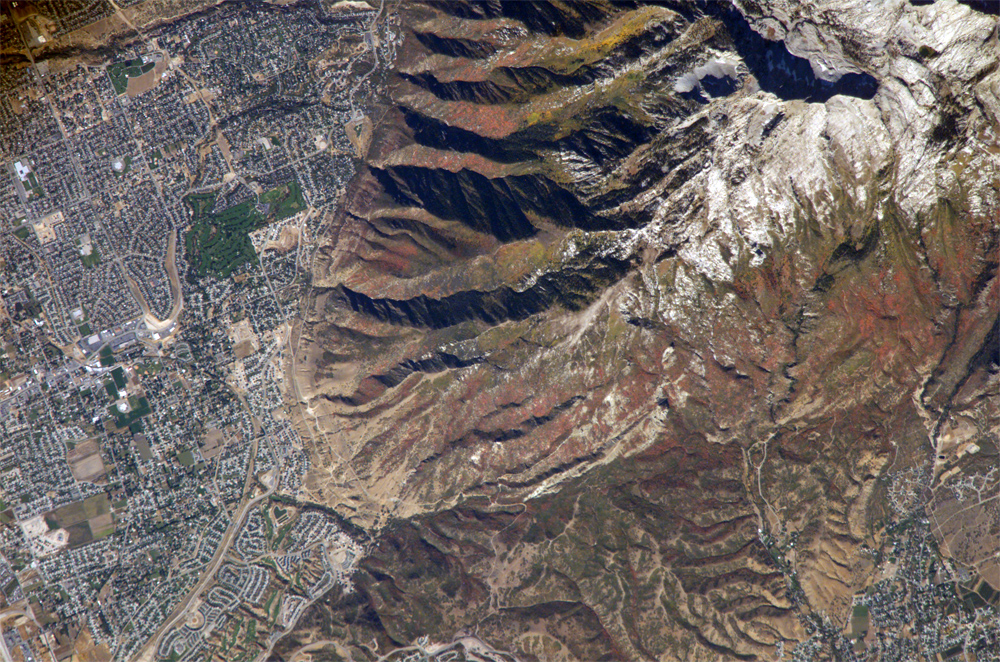
Montes Wasatch vistos do espaço. Draper fica ao longe, para oeste e o Lone Peak projeta a sua sombra na parte superior direita.
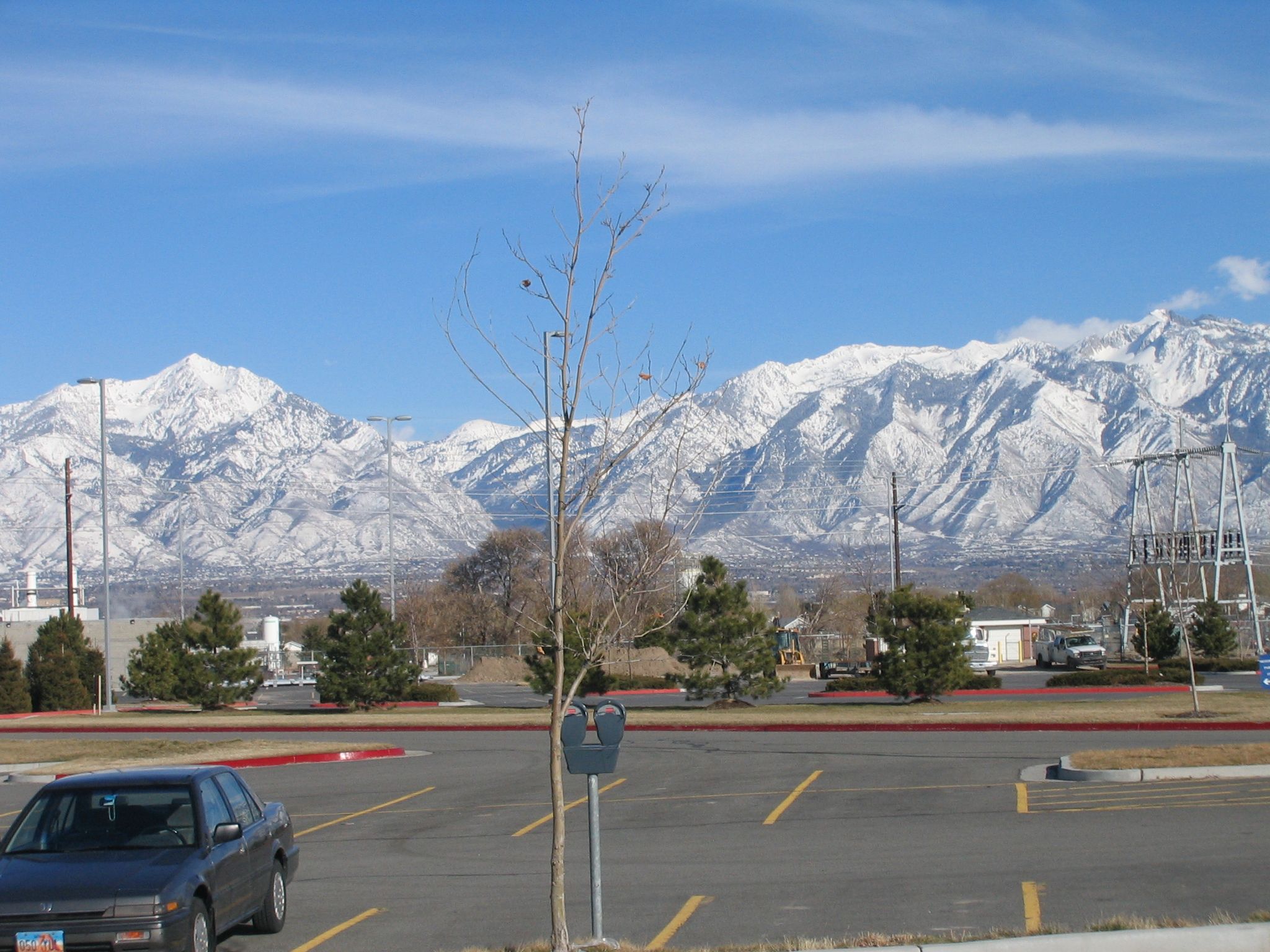
Vista da cordilheira a partir do Jordan Campus do Salt Lake Community College.
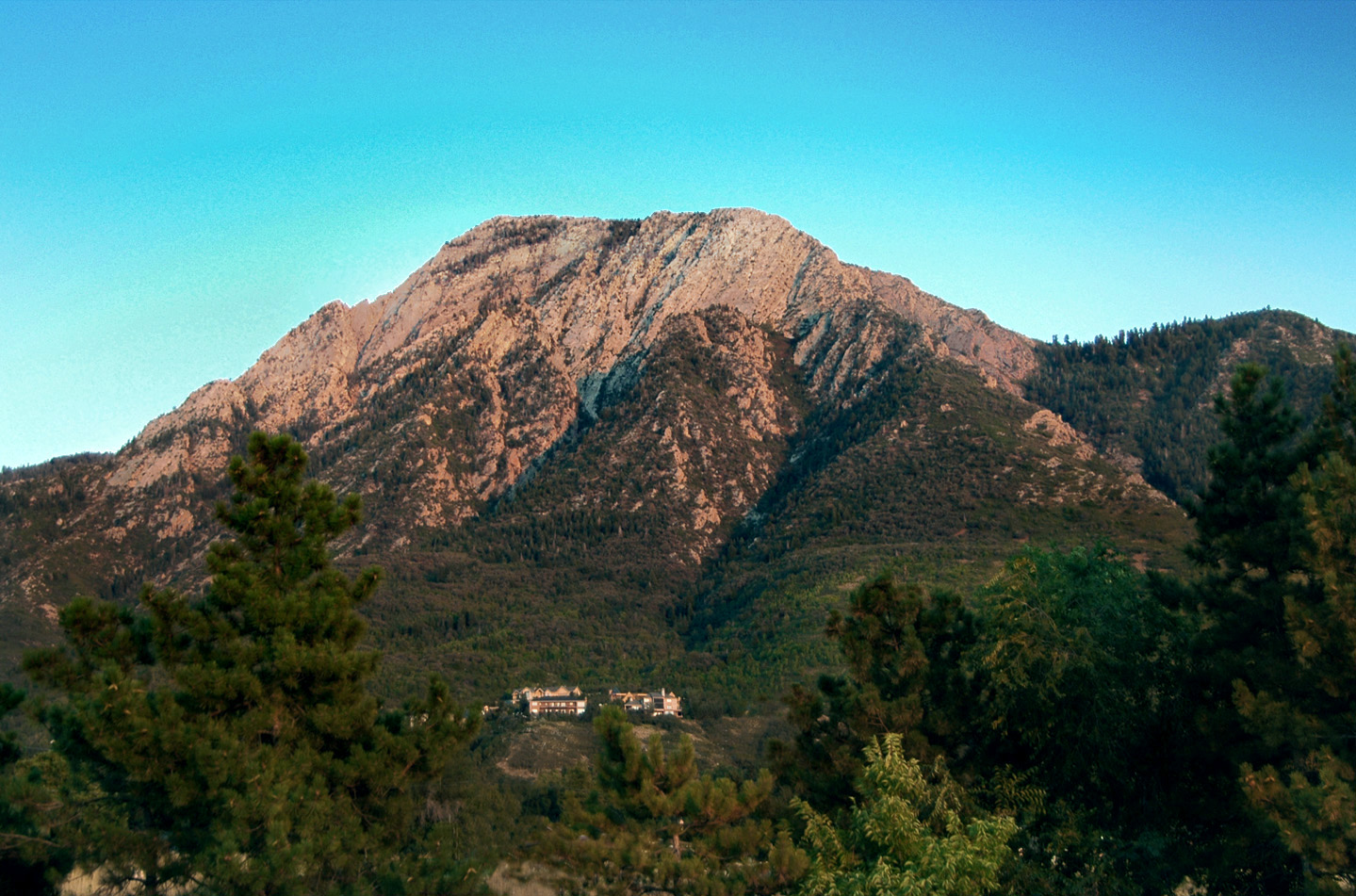
Monte Olimpo, uma proeminente e reconhecível montanha da cordilheira, visível da maior parte do norte do vale de Salt Lake.
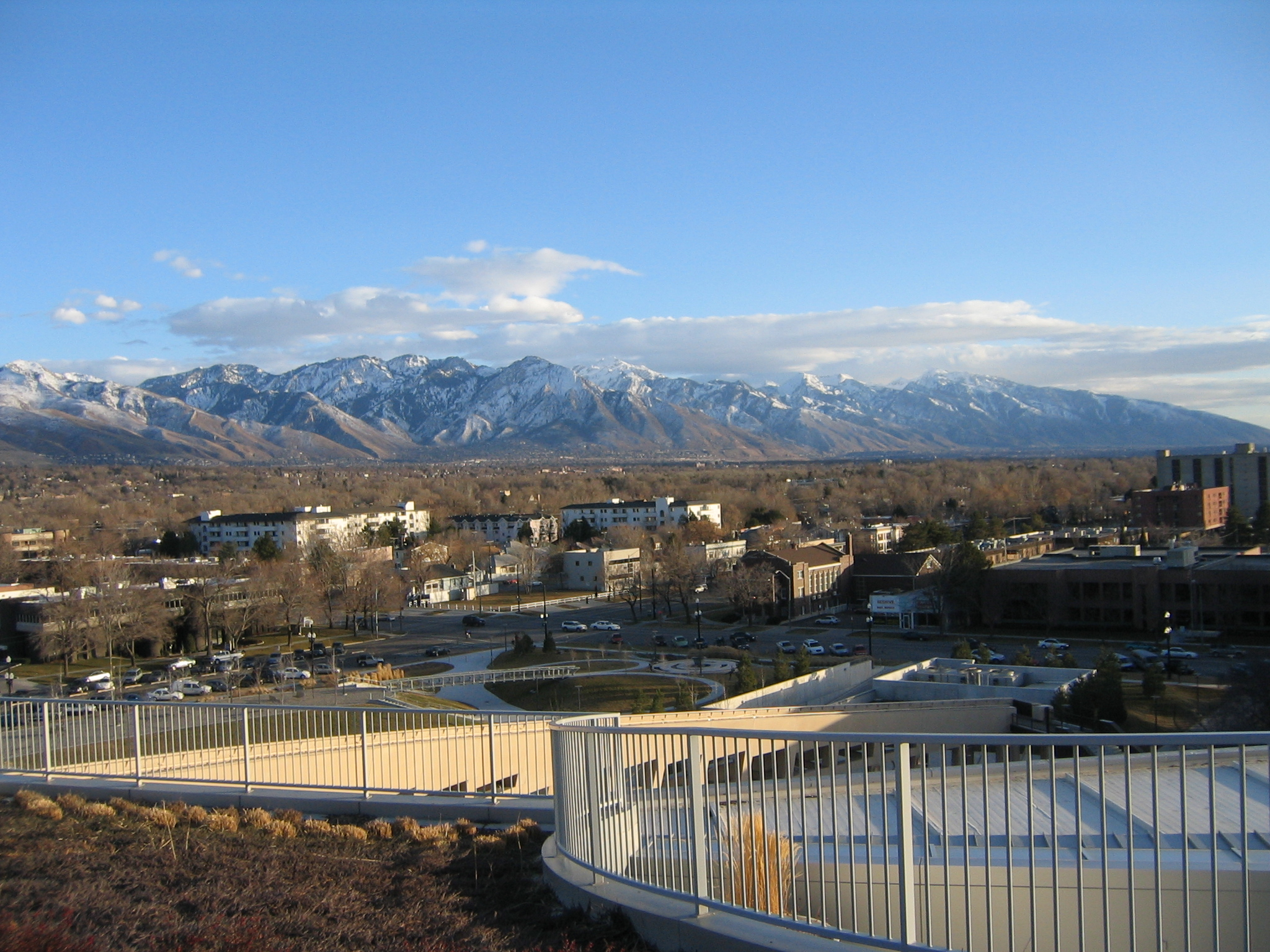
Vista da cordilheira a partir da biblioteca pública de Salt Lake City.